# Ironman Barcelona
Der Ironman Barcelona ist eine jährlich stattfindende Triathlon-Sportveranstaltung über die Ironman-Distanz (3,86 km Schwimmen, 180,2 km Radfahren und 42,195 km Laufen) im spanischen Calella bei Barcelona.

## Organisation
Dieses Rennen an der katalanischen Costa del Maresme wurde erstmals am 5. Oktober 2014 ausgetragen – nachdem zuvor der Veranstalter der bisher hier seit 2009 unter dem Namen Challenge Barcelona-Maresme organisierten Veranstaltung, die Tritlon Spain SL von der World Triathlon Corporation (WTC) übernommen wurde.
Er wurde damit das zehnte europäische Rennen über die Langdistanz innerhalb der Ironman-Weltserie der World Triathlon Corporation, Amateure konnten sich hier über fünfzig auf die einzelnen Altersklassen verteilte Qualifikationsplätze für die Ironman World Championship in Kailua-Kona qualifizieren. 2016 werden wegen der mittlerweile weltweit gestiegenen Anzahl von Qualifikationsbewerben in Barcelona nur noch vierzig Startplätze (Slots) für den Ironman Hawaii vergeben.

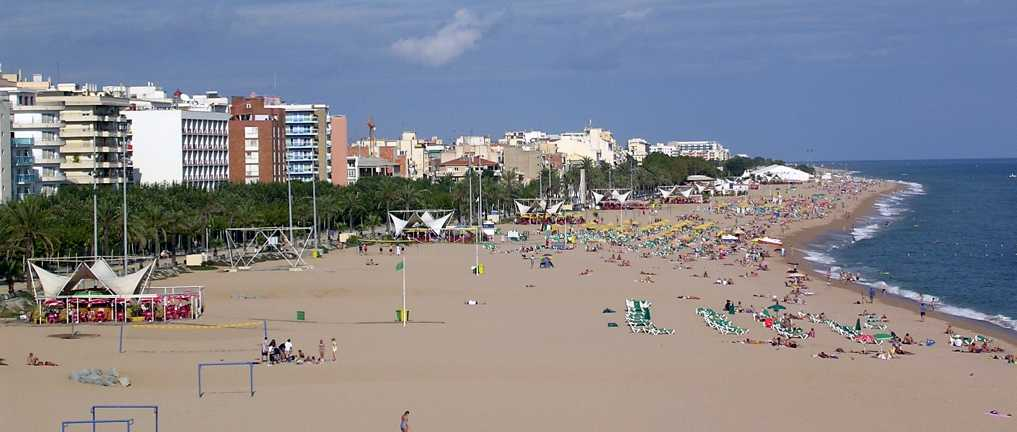
Strand von Calella

Profi-Triathleten, die um die 50.000 US-Dollar Preisgeld in Barcelona kämpfen, können sich für den mit insgesamt 650.000 US-Dollar ausgeschriebenen Wettkampf in Hawaii über das Kona Pro Ranking System (KPR) qualifizieren. In Barcelona erhalten Sieger und Siegerin je 2000 Punkte, weitere Platzierte eine entsprechend reduzierte Punktzahl. Zum Vergleich: Der Sieger auf Hawaii erhält 8000 Punkte, die Sieger in Frankfurt, Texas, Florianópolis, Melbourne und Port Elizabeth jeweils 4000, bei den übrigen Ironman-Rennen entweder 1000 oder 2000 Punkte.
Ein Wettbewerb über die halbe Ironman-Distanz wird hier mit dem Ironman 70.3 Barcelona ebenso seit 2014 jährlich im Mai ausgetragen. Im September 2017 wurde sowohl bei den Männern wie auch den Frauen ein neuer Streckenrekord erzielt und im Oktober 2018 wurde der Streckenrekord bei den Frauen von der Deutschen Laura Philipp nochmals verbessert.
Die sechste Austragung des Ironman Barcelona war hier am 6. Oktober 2019 und der Deutsche Florian Angert verbesserte den Streckenrekord hier bei seinem ersten Start auf der Ironman-Distanz auf 7:45:05 h und auch die Schwedin Sara Svensk setzte mit ihrer Siegerzeit von 8:34:10 h einen neuen Streckenrekord. 2021 musste die Schwimmstrecke witterungsbedingt auf 950 Meter verkürzt werden und es waren hier keine Profi-Athleten am Start. 
Die letzte und zehnte Austragung war hier am 6. Oktober 2024. Jan Stratmann konnte sich als zweiter Deutscher nach Florian Angert (2019) die Goldmedaille sichern und verbesserte den Streckenrekord auf 7:28:25 h.

## Streckenverlauf
- Das Schwimmen über 3,8 km geht über eine längsgezogene Runde vor dem Ufer von Calella.
- Die 180 km lange Raddistanz erstreckt sich über eine dreimal zu absolvierende flache Strecke entlang der Küste Richtung Barcelona.
- Die Marathonstrecke verläuft vor Calella entlang der Küste auf einem dreimal zu laufenden Kurs.

## Siegerliste
| N ° | Datum/Jahr    | Männer                       | Männer                          | Männer            | Frauen                 | Frauen           | Frauen               |
| N ° | Datum/Jahr    | Erster Platz                 | Zweiter Platz                   | Dritter Platz     | Erster Platz           | Zweiter Platz    | Dritter Platz        |
| --- | ------------- | ---------------------------- | ------------------------------- | ----------------- | ---------------------- | ---------------- | -------------------- |
| 11  | 5. Okt. 2025  |                              |                                 |                   |                        |                  |                      |
| 10  | 6. Okt. 2024  | Jan Stratmann (SR)           | Wilhelm Hirsch                  | Dylan Magnien     | Marta Sánchez (SR)     | Sara Svensk      | Henrike Güber        |
| 09  | 1. Okt. 2023  | Timmo Jeret                  | Alexis Krug                     | Fabian Schubert   | Jacqueline Kallina     | Elien Janssen    | Henna Junnila        |
| 08  | 2. Okt. 2022  | Sigurdur Orn Ragnarsson      | Fernando Santander De La Muñoza | Roberto Ruiz      | Janette Dommer -2-     | Chloe Sparrow    | Lucia Blanco Arriola |
| 07  | 3. Okt. 2021  | Christian Ek                 | Christopher Wehrle              | Alexis Krug       | Janette Dommer         | Henna Junnila    | Tina Sarparanta      |
| 06  | 6. Okt. 2019  | Florian Angert               | Frederik Van Lierde             | Nick Kastelein    | Sara Svensk            | Laura Zimmermann | Dimity-Lee Duke      |
| 05  | 7. Okt. 2018  | Jesper Svensson              | Franz Löschke                   | Miquel Blanchart  | Laura Philipp          | Hanna Maksimava  | Yvonne van Vlerken   |
| 04  | 30. Sep. 2017 | Antony Costes                | Mike Phillips                   | Wiktor Sjemzew    | Yvonne van Vlerken -2- | Lisa Hütthaler   | Daniela Sämmler      |
| 03  | 2. Okt. 2016  | Patrik Nilsson               | Iwan Tutukin                    | Miquel Blanchart  | Astrid Stienen         | Elisabeth Gruber | Annah Watkinson      |
| 02  | 4. Okt. 2015  | David Pleše                  | Anton Blokhin                   | Per Bittner       | Yvonne van Vlerken     | Kaisa Lehtonen   | Elisabeth Gruber     |
| 01  | 5. Okt. 2014  | Clemente Alonso McKernan -2- | Miquel Blanchart                | Konstantin Bachor | Eva Wutti -2-          | Camilla Pedersen | Susie Hignett        |

Von 2009 bis 2013 wurde hier auf der Langdistanz als Vorgängerveranstaltung die Challenge Barcelona-Maresme ausgetragen:
| Datum/Jahr    | Männer                   | Männer        | Männer            | Frauen            | Frauen         | Frauen          |
| Datum/Jahr    | Erster Platz             | Zweiter Platz | Dritter Platz     | Erster Platz      | Zweiter Platz  | Dritter Platz   |
| ------------- | ------------------------ | ------------- | ----------------- | ----------------- | -------------- | --------------- |
| 6. Okt. 2013  | Sérgio Marques           | Tom Lowe      | Konstantin Bachor | Eva Wutti         | Lucie Reed     | Tiina Boman     |
| 30. Sep. 2012 | Bas Diederen             | Georg Swoboda | Per Bittner       | Lucy Gossage      | Mirjam Weerd   | Daniela Sämmler |
| 2. Okt. 2011  | Clemente Alonso McKernan | Per Bittner   | Dejan Patrčević   | Michelle Mitchell | Erika Csomor   | Lucy Gossage    |
| 3. Okt. 2010  | Jimmy Johnsen            | Horst Reichel | Georg Potrebitsch | Lucie Zelenková   | Wenke Kujala   | Kristin Lie     |
| 4. Okt. 2009  | Marcel Zamora Pérez      | Mika Luoto    | Bernd Eichhorn    | Sofie Goos        | Katja Konschak | Hillary Biscay  |